# 平成基礎科学財団
公益財団法人 平成基礎科学財団（へいせいきそかがくざいだん、英語: Heisei Foundation for Basic Science、通称: HFBS）は、2003年（平成15年）設立の、東京都千代田区丸ビルに本部を置いた元文部科学省所管の公益法人。2017年3月末をもって事業を停止し、解散した。
ノーベル物理学賞受賞者である日本の天文学者・小柴昌俊が、自身のノーベル物理学賞の賞金等をもとに2003年に設立。高校生を対象とした「楽しむ科学教室」や外国人科学者等による講演会の開催、基礎科学に関するDVD作成等、科学の啓蒙活動を行っている、文部科学省所管の寄附金税制の対象となる民法法人で、自然科学に関する知識及び思想の総合的な普及啓発を行うことを目的としていた。
また、衝突型加速器による素粒子研究あるいはそのための加速器研究、ならびに、ニュートリノ研究及び非加速器素粒子研究、において実験または理論の優れた研究業績を挙げた研究者に対する顕彰する目的として「折戸周治賞・戸塚洋二賞」の授与、卓越した科学教育を推進し、顕著な実績をあげている教育者に対する顕彰として「小柴昌俊科学教育賞」の授与を行っていた。
2004年10月29日、同年度より高貴な御二方が年間2円を10万年分前納し、象徴的賛助会員になっている。これは「日本国民全てが一人年に一円をわが国の基礎科学のために」という財団の趣旨にご賛同くださったことによるもので、賛助会員リスト最上部にも「102004年度分迄払込済み」と毎年掲載されていた。
- 設立：2003年
- 理事長：小柴昌俊
- 理事：荒船次郎、海部宣男、梶田隆章、小林誠、佐藤勝彦、鈴木厚人、武田暁、山田作衛
- 事務局所在地：千代田区丸の内2-4-1　丸の内ビルディング11階1109A号室

財団解散に伴い最後となった「小柴昌俊科学教育賞」では、優秀賞に大阪府立春日丘高等学校の定時制課程のクラブ活動「科学部」が選ばれ、2017年（平成29年）3月20日に東大で開かれた表彰式で、小柴から賞品を手渡された。